# Das Glück in glücksfernen Zeiten
Das Glück in glücksfernen Zeiten ist ein Roman des deutschen Schriftstellers Wilhelm Genazino, der im Februar 2009 veröffentlicht wurde. Im Mittelpunkt der Handlung steht ein promovierter Philosoph, der in einer Wäschereikette arbeitet und sich allmählich dem Leben entfremdet. Der Kinderwunsch seiner Partnerin löst eine Beziehungskrise aus, dem Verlust seiner Arbeit folgt die Einweisung in eine Psychiatrie. Dennoch bewahrt er sich in seinen Beobachtungen der Welt einen Anspruch auf Glück.
Der Roman wurde in den deutschsprachigen Feuilletons positiv aufgenommen. Er erreichte die SWR-Bestenliste und gewann im Jahr 2010 den Rinke-Sprachpreis.

## Inhalt
Nach seinem Philosophiestudium samt Dissertation über Martin Heidegger fand Gerhard Warlich nur eine Arbeitsstelle als Fahrer einer Großwäscherei. Heute, 14 Jahre später, ist er zum Organisationsleiter aufgestiegen. Zu seiner Arbeit gehört die Rationalisierung der Betriebsabläufe samt Observation der Fahrer auf ihren Routen. Mit der Arbeit, die ihn zwar intellektuell nicht fordert, aber ihm Freiräume ermöglicht, hat er sich eingerichtet, das Leben betrachtet er mit einer beständigen Melancholie.
Warlichs Partnerin Traudel dagegen ist hübsch und ehrgeizig. Seit die Bankangestellte zur Filialleiterin aufgestiegen ist, pendelt sie täglich in die Provinz. Schon ihre Kleidung verrät ihr unterschiedliches Wesen: Traudel genießt festliche Abendgarderobe, Warlich trägt unter korrekter Kleidung stets ein abgerissenes Unterhemd, und seine Zweithose, von ihm als „Zeithose“ bezeichnet, verwittert seit Tagen auf dem Balkon, für Warlich ein Symbol der eigenen Verwitterung. Um sein Leiden am Leben zu kurieren, plant er die Gründung einer „Schule der Besänftigung“ und möchte Vorlesungen zum Thema „Aufbau des Glücks in glücksfernen Umgebungen“ halten.
Beim Besuch des Theaterstücks Eines langen Tages Reise in die Nacht von Eugene O’Neill erkennt Warlich, wie sehr Traudels und sein Leben auf das Leben seiner Eltern zusteuert, deren Heirat die fröhlichen jungen Menschen in tägliche Überforderung und Unglück versetzte. Als er sich von Traudels Kinderwunsch eingeengt fühlt, gerät ihre Beziehung in eine Krise.
Immer wieder versucht Warlich, sich in seinem Leben Dinge zu erhalten, die den an ihn gerichteten Erwartungen widersprechen. Doch als er während der Arbeitszeit als Zaungast eine Demonstration beobachtet, verliert er seine Stellung. Als er einer Jugendfreundin bei der Begegnung statt der Hand eine Scheibe Brot hinstreckt, wird dadurch erst sie, in der Folge er verstört, und nach einem Weinkrampf fährt ihn Traudel in eine psychiatrische Klinik.
Auch unter der Ruhigstellung durch Medikamente bleibt Warlich ein aufmerksamer und präziser Beobachter der Umgebung; immer wieder versinkt er in seinen Betrachtungen und entdeckt er von anderen nicht wahrgenommene Einzelheiten. Als er am Ende eines Ausgangs in die Klinik zurückkehrt, und sich die Frage stellt, welche seiner gesammelten Beobachtungen er dem Arzt berichten soll, erkennt er darin das Glück, dass ihm auch in Zukunft die Wahl über sein Leben bleibe.

## Rezeption
Der Roman wurde in den deutschsprachigen Feuilletons positiv aufgenommen. So bezeichnete Otto A. Böhmer es in der ZEIT als „ein kluges und heiteres, manchmal auch angenehm trauriges Buch, vielleicht sogar das beste des Autors“, Burghard Schlicht nennt es auf den Webseiten des Hessischen Rundfunks „vielschichtig und intelligent komponiert“. Im Online-Portal Der Westen hebt Gudrun Norbisrath hervor, der Roman reflektiere „wunderbar klar den Alltag und seine komplexe Wirkung auf den Einzelnen“. Jörg Plath weist auf der Webseite des Fernsehsenders ARTE jedoch auch auf deutliche Parallelen zu früheren Werken Genazinos hin. So sei der Roman „gewohnt dicht und unaufwendig lässig erzählt, und auch die Mischung aus Alltäglichkeit und Resignation, Aufbegehren und Skurrilität ist ebenso bekannt wie die fast vollständige Abwesenheit einer Handlung“.
Im Februar und März 2009 erreichte das Buch die SWR-Bestenliste. Im Jahr 2010 gewann es den Rinke-Sprachpreis, wobei die Jury hervorhob, dass es „Die condition humaine als bittere Tragikomödie der Verstörung und des Verschwindens, in der das angeblich Normale wieder wunderlich wird“ darstelle.

## Ausgaben
- Wilhelm Genazino: Das Glück in glücksfernen Zeiten. Hanser, München 2009, ISBN 978-3-446-23265-5.
- Wilhelm Genazino: Das Glück in glücksfernen Zeiten. Lesung von Sylvester Groth. Hoffmann und Campe, Hamburg 2009, ISBN 978-3-455-30658-3.